# Procès des avocats et médecins de la ville contre le traitant de la recherche de la noblesse
Le procès intenté par les avocats et médecins de la ville de Lyon contre le traitant de la recherche est un épisode juridique de l'histoire du Lyonnais qui s'inscrit dans le cadre des grandes recherches de noblesse menées à partir du début des années 1660 sous le règne de Louis XIV. Il correspond à un conflit juridique opposant des avocats et des médecins lyonnais au traitant chargé du recouvrement des amendes des recherches de noblesse, qui fait assigner un certain nombre d'entre eux sous prétexte qu'ils prennent le qualificatif de noble dans leurs documents. Il se déroule durant deux années, du 12 avril 1698, date de la retenue par le Conseil, au 4 janvier 1699, date de l'arrêt de décharge prononcé par le Conseil en faveur des avocats et médecins.

## Contexte
Le procès des avocats et médecins de la ville de Lyon s'inscrit dans le cadre des recherches de noblesse menées à partir de 1660, interrompues en 1674, et reprises en 1696. Le discours du pouvoir royal justifie ces recherches par la nécessité de rééquilibrer l'impôt, dans la mesure où un certain nombre de contribuables s'exemptent indûment des tailles, ce qui a pour conséquence de faire reposer son paiement sur les plus pauvres. Le contexte particulièrement guerrier de la fin du XVIIe siècle ne laisse guère de doutes sur la finalité financière de pareilles mesures, surtout à partir de 1696. En effet, la France se trouve alors encore en guerre contre la coalition de la ligue d'Augsbourg, et ces recherches constituent un expédient pour obtenir rapidement des fonds. Les recherches de 1696 font suite en effet à l'instauration de la capitation, impôt qui divise la société française en 22 classes contributives, et semble faire fi ainsi, au moins en apparence, des privilèges. Les usurpateurs de noblesse étant condamné théoriquement à 2000 livres d'amende, le pouvoir royal escompte un rendement fort de ces recherches.
Cette volonté se heurte cependant rapidement aux pratiques locales de condamnation et à la réalité réelle de l'usurpation de noblesse, qui se trouve être bien moins lucrative que prévu. C'était déjà le cas de la recherche précédente menée dans les années 1660 dans le Lyonnais, qui n'avait rapporté que 34 000 livres. Ce chiffre correspond à la recette théorique des recherches faites dans la généralité de Lyon, chiffre qu'il faut fortement nuancer parce qu'elle diffère fortement de la cotisation réelle (qui à la fin des années 1660 atteint à peine 2000 livres !). C'est ainsi que certains historiens comme D. J. Sturdy ont mis en exergue l'échec financier complet de ce dispositif en soulignant qu'il démontrait bien le caractère sclérosé du système fiscal monarchique et l'incapacité à drainer rapidement de fortes recettes que cela engendrait.

## Déroulement du procès
Le procès prend forme dès lors que la contestation est retenue officiellement par le Conseil, ce qui est fait par arrêt en avril 1698. À la suite de l'assignation exigée par le traitant de certains avocats et médecins, ces derniers s'étaient émus auprès de l'intendant Henri Lambert d'Herbigny du mauvais sort qui leur était fait, en arguant de la qualité simplement honorifique du qualificatif noble qu'ils accolaient à leur profession. Ils défendaient ainsi des pratiques onomastiques locales qui n'associaient plus le terme de noble à la noblesse (les gentilshommes privilégiant ceux de messire, d'écuyer ou de chevalier). Ils produisirent pour ce faire un mémoire où sont contenus leurs griefs vis-à-vis du traitant. L'intendant d'Herbigny, qui considère que l'affaire est importante, la renvoie au Conseil, ce qui suscite l'opposition du traitant, qui pour sa part souhaite que tout se règle au niveau de l'intendance.
La contestation enfin retenue, les deux parties produisent un certain nombre de documents tendant à prouver que la qualité de noble vaut noblesse ou non dans la généralité de Lyon, question centrale pour la résolution de l'affaire. Ces productions donnent lieu à de premières conclusions, qui déboutent les avocats et médecins de leurs prétentions en prônant un règlement des situations au cas par cas. Certains avocats et médecins tentent alors d'intervenir dans le procès pour proposer officiellement de renoncer à la dénomination de « noble » à condition qu'ils ne soient pas condamnés à l'amende et qu'ils soient déchargés de l'assignation. De secondes conclusions, identiques aux premières, sont énoncées. Ce n'est qu'après une nouvelle production de documents et d'un grand mémoire montrant les contradictions du traitant que l'affaire tourne « en faveur » des avocats et médecins qui sont, conformément à leurs désirs, déchargés de l'assignation. Ce procès est considéré comme une des grandes victoires des avocats, et il est régulièrement cité dans les ouvrages évoquant les grandes causes judiciaires. Son impact est cependant sujet à caution, dans la mesure où la source à disposition des historiens a été produite par un des avocats victorieux, et reprise ensuite, le plus souvent, par des avocats ou du moins des amis de la cause avocate, disposés à en vanter les mérites.

## Chronologie détaillée du procès
- Janvier-février 1697 : des exploits d'assignation sont donnés à des avocats et médecins de la ville de Lyon.
- 16 mars 1697 : les remontrances des médecins et avocats parviennent à d'Herbigny.
- Juillet 1697 : les députés des avocats et médecins se rendent à Paris, à la suite de la décision de l'intendant de renvoyer l'affaire au Conseil. Ils font réimprimer leurs remontrances initiales sous le titre de requête au Roi.
- Début septembre 1697 : l'avocat du Traitant fait paraître une requête imprimée, à laquelle le député des avocats Gillet répondit.
- 14 septembre 1697 :  le Bureau juge que les parties doivent instruire dans les règles, les deux parties ayant produit leurs mémoires. L'ordre verbal est perçu comme la fin de la contestation. Le député des avocats répond à la requête du traitant.
- Mars 1698 : second voyage des députés des avocats et médecins à la suite des demandes de l'avocat du Traitant.
- 9 avril 1698 : les suppliants se présentent et déclarent que le traitant doit consentir à ce que la contestation ait lieu devant le Conseil. Il veut que le Conseil décide de la retenue ou non de la contestation.
- 12 avril 1698 : une ordonnance du Conseil retient la connaissance de la contestation.
- 19 avril 1698 : le traitant est sommé de faire ses productions.
- 24 avril 1698 : les requêtes des avocats et médecins de Lyon sont communiquées au Conseil et le jour suivant à l'avocat du traitant.
- 28 avril 1698 : réponse des avocats à l'objection du traitant.
- 1er juin 1698 : requête du traitant, communiquée le lendemain aux avocats et médecins.
- 25 juin 1698: contredits des avocats sur la production du traitant.
- Début juillet 1698 : premières conclusions de M. d'Argenson, qui déboute les avocats et médecins.
- 19 juillet 1698 : seconde requête du traitant, servant de salvation à sa production, et de contredit à la production des avocats et des médecins. Ce qui oblige les avocats et médecins à envisager une seconde production.
- 17 septembre 1698 : requête des avocats et médecins assignés qui affirment accepter de renoncer à ce titre.
- Fin septembre 1698 : le procureur donne de secondes conclusions, identiques aux premières.
- Novembre 1698 : Seconde production des médecins et avocats (dont le certificat de Gachot)
- 18 novembre 1698 : réponse aux contredits qu'a donné le traitant contre leur seconde production (on n'y a pas accès). Publication d'un grand mémoire contre le traitant de noblesse.
- 4 janvier 1699 : arrêt du Conseil qui décharge les défendeurs de l'assignation qui leur était faite.